# Macronaria
A Macronaria a sauropoda dinoszauruszok egyik kládja, amely a középső jura időszak bath korszakától a késő kréta időszakig élt a mai Észak-Amerika, Dél-Amerika, Európa, Ázsia és Afrika területén. A név, melynek jelentése 'nagy orrcimpák', a fej felső részén található nagy orrnyílásokra utal, amik feltehetően húsos rezonátor kamrákhoz kapcsolódtak. A Macronaria két nagyobb csoportra osztható fel: a Camarasauridae családra és a Titanosauriformes kládra. Az utóbbi részét képezik a brachiosauridák és a titanosaurusok, így a Titanosauriformes az egyik legnépesebb sauropoda csoport, amiben a leghosszabb, legmagasabb és legnehezebb dinoszauruszok többsége megtalálható.

## Rendszertan
- Macronaria
  - Camarasauridae család
    - Aragosaurus
    - Camarasaurus

  - Titanosauriformes
    - Baotianmansaurus[1]
    -  ?Cedarosaurus
    -  ?Huabeisaurus
    -  ?Venenosaurus
    - Europasaurus
    - Fusuisaurus
    -  ?Huabeisaurus
    -  ?Venenosaurus
    - Brachiosauridae család
      - Lusotitan
      - Brachiosaurus
      - Sauroposeidon

    - Somphospondyli
      - Euhelopodidae család
        - Euhelopus
        - Erketu

      - Titanosauria

## Fordítás
- Ez a szócikk részben vagy egészben  a   Macronaria című angol Wikipédia-szócikk ezen változatának fordításán alapul.  Az eredeti cikk szerkesztőit annak laptörténete sorolja fel. Ez a jelzés csupán a megfogalmazás eredetét és a szerzői jogokat jelzi, nem szolgál a cikkben szereplő információk forrásmegjelöléseként.